# Věrní nevěrní
Věrní nevěrní, ve francouzském originále L'Homme fidèle, je francouzské filmové drama, které natočil režisér Louis Garrel. Ten je zároveň spolu s Jean-Claudem Carrièrem autorem scénáře a ve filmu ztvárnil hlavní roli. Ve filmu dále hraje jeho manželka Laetitia Casta a Lily-Rose Depp. Snímek se zaměřuje na vztah páru od chvíle, kdy žena opustí muže a začne žít s jeho nejlepším přítelem. Po smrti milence se vrací k původnímu muži. Snímek měl premiéru v září 2018 na Torontském mezinárodním filmovém festivalu.

## Obsazení
| Louis Garrel     | Abel               |
| Laetitia Casta   | Marianne           |
| Lily-Rose Depp   | Ève                |
| Joseph Engel     | Joseph             |
| Bakary Sangaré   | majitel restaurace |
| Vladislav Galard | doktor Pivoine     |